# Fiona King
Fiona King (Millers Flat, 1º febbraio 1972) è un'ex rugbista a 15 neozelandese, due volte campionessa mondiale con le Black Ferns.

## Biografia
Originaria di Millers Flat, villaggio nella regione di Otago, militò nella squadra provinciale e debuttò a livello internazionale nel 1996 contro il Canada.
Fece parte della rosa neozelandese che vinse il mondiale del 1998 nei Paesi Bassi, scendendo in campo in tutti e cinque gli incontri in cui la squadra fu impegnata.
Laureatasi in scienze motorie nel 2001, partecipò l'anno seguente al suo secondo campionato mondiale, in cui le Black Ferns confermarono il titolo vinto quattro anni prima.
Dalla fine dell'attività sportiva King si dedica alla professione di fisioterapista.

## Palmarès
- Coppe del mondo: 2
Nuova Zelanda: 1998, 2002